# Tricladiella pluvialis
Tricladiella pluvialis är en svampart som beskrevs av K. Ando & Tubaki 1984. Tricladiella pluvialis ingår i släktet Tricladiella, divisionen sporsäcksvampar och riket svampar.   Inga underarter finns listade i Catalogue of Life.